# Proischnura rotundipenne
Proischnura rotundipenne là loài chuồn chuồn trong họ Coenagrionidae. Loài này được Ris mô tả khoa học đầu tiên năm 1921.